# 富山機場

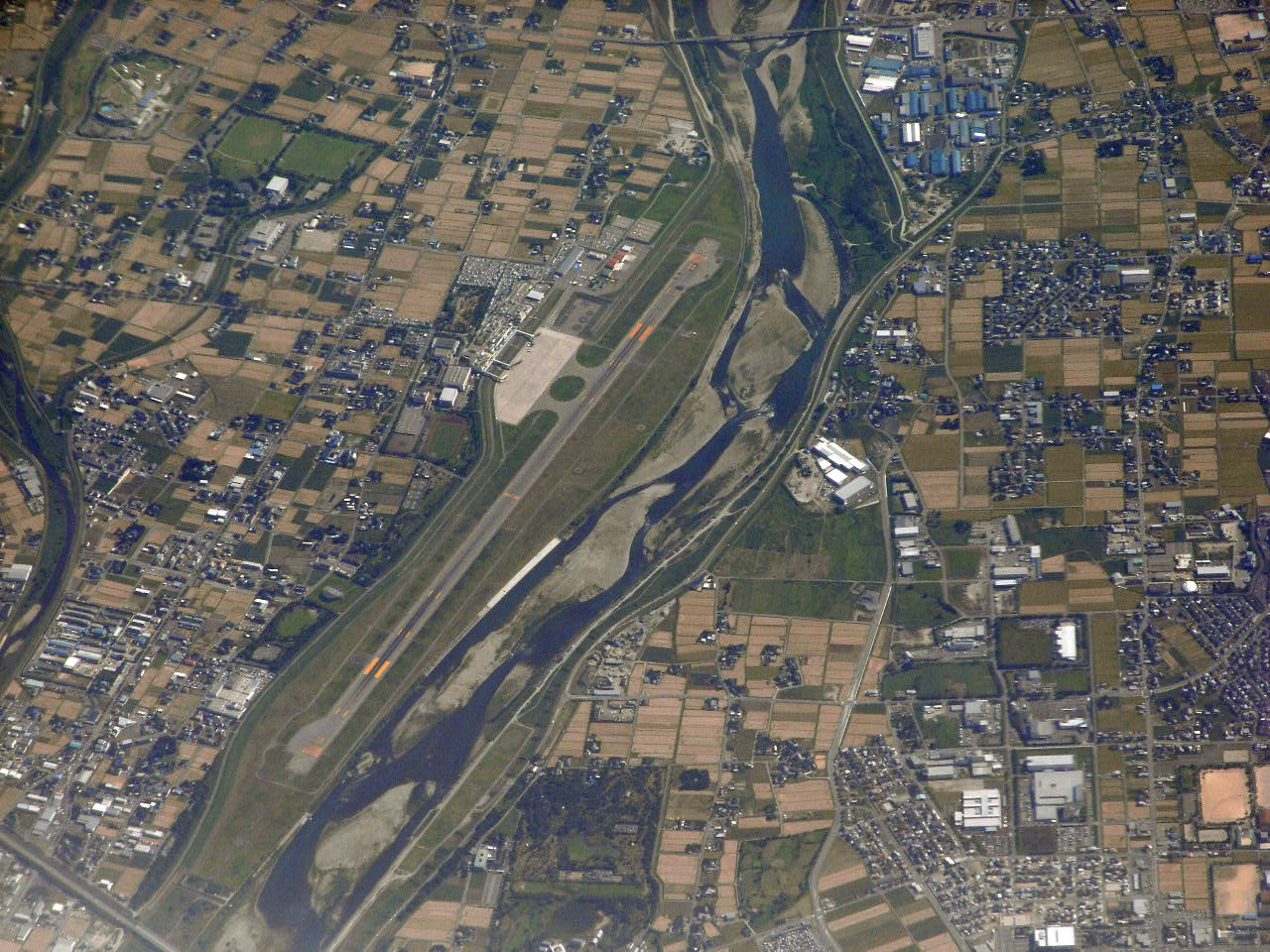
從空中鳥瞰，可以看到富山機場的跑道與滑行道全都建設在河畔的高灘地上。

富山機場（日语：／ Toyama kūkō */?）是一個位於日本富山縣富山市的民用機場，暱稱富山Kitokito機場。根據日本的《空港法》，富山機場被歸類為地方管理機場（舊第三類機場）。

## 簡介
富山機場位於富山市中心地區以南約7公里處，是日本唯一一個在河川高灘地上闢建的機場，包含跑道與停機坪在內的機場設施，全都位於神通川岸的高灘地上。由於富山機場的航站大樓設置在堤防之外，為了橫跨堤防兩端，設計有長度居日本第一的四座空橋，是一特色。由於機場跑道南北兩端有橋樑阻礙，因此除了跑道長度被限制在2,000公尺無法進一步擴建之外，也無法裝設儀器降落系統（ILS），導致富山機場在冬季的大雪或春初常見的濃霧天候中無法正常運作。除此之外由於與在地民眾間的協定，富山機場每日的起降班次數被限制在15架次以內，營運規模無法進一步擴張。北陆新干线2015年的开通也大大降低了机场的客流。
除了日本國內的航線之外，富山機場也設置有一個擁有三個通關櫃臺的國際航空站，主要服務與韓國、中國大陸、俄羅斯與台灣等地之間的定期或包機航班。

## 航空管制
| 種類 | 頻率                   |
| ---- | ---------------------- |
| TWR  | 124.30 MHz、126.20 MHz |

## 航空保安無線設施
| 局名 | 種類 | 頻率       | 識別信號 |
| ---- | ---- | ---------- | -------- |
| 富山 | VOR  | 116.55 MHz | TOE      |
| 富山 | DME  | 1073 MHz   | TOE      |

## 航空公司與航點
| 航空公司          | 目的地                 |
| ----------------- | ---------------------- |
| 全日本空輸 (NH)   | 札幌-新千歲、東京-羽田 |
| 德威航空 (TW)     | 首爾-仁川（季節性）    |
| 上海航空 (FM)     | 上海-浦東              |
| 中國南方航空 (CZ) | 大連                   |
| 中華航空 (CI)     | 臺北-桃園（季節性）    |

## 備註
1. ↑  在當地方言富山腔（日语：富山弁）中是指「新鮮的」之意。[1]

## 外部連結
- 富山機場（页面存档备份，存于）（日語）（英文）（简体中文）（繁體中文）